# NK Omladinac Lastovo
NK Omladinac je nogometni klub s otoka Lastova.

## Povijest
Nogometni klub Omladinac osnovan je 1927. godine u vrijeme talijanske okupacije otoka, a obnovljen je 1945. godine. Klub je godinama odolijevao svim nedaćama i problemima, koji su još veći što ste udaljeniji i izoliraniji od kopna. Prvi predsjednik kluba bio je Petar Nikolić.
Klub se trenutačno natječe u 2. ŽNL Dubrovačko-neretvanske županije.
Klub je bio prvak 2. ŽNL Dubrovačko-neretvanske u sezonama 2011./ 2012. i 2015./ 2016.
Na nogometnom jugu Hrvatske zovu ih hrvatski Maritimo, ponekad čak i Luč – klub s ruskog Dalekog istoka. Poveznica Omladinca iz Lastova s portugalskim klubom s daleke Madeire ili tisućama kilometara udaljenim ruskim klubom je u udaljenosti i problemima koje ta udaljenost uvjetuje. NK Omladinac osim seniore također trenira i mlađe uzraste.